# Blaise Cronin
Blaise Cronin (nascido em 1949) é um cientista da informação e bibliométrico irlandês-americano. Ele é o Professor Emérito de Ciência da Informação da Universidade de Indiana, Bloomington, onde foi Decano da Escola de Biblioteconomia e Ciência da Informação por dezessete anos. De 1985 a 1991, ele ocupou o cargo de Presidente da Ciência da Informação e foi Chefe do Departamento de Ciência da Informação da Universidade de Strathclyde em Glasgow, Reino Unido.

## Prêmios e honras
- Prêmio e Medalha Derek de Solla de 2013 por "contribuições destacadas para os campos dos estudos quantitativos da ciência".
- Professor Visitante Honorário, Departamento de Ciência da Informação, City University London, 2007-
- Professor Visitante, Escola de Computação, Matemática e Ciência da Informação, Universidade de Brighton, 2007-2010
- Prêmio de Mérito, Sociedade Americana de Ciência e Tecnologia da Informação, 2006
- Rudy Professor de Ciência da Informação, Universidade de Indiana, 1999-
- Talis Information Professor Visitante de Ciência da Informação, Manchester Metropolitan University, 1996-2003
- Professor Visitante, Escola de Computação, Napier University, Edimburgo, 2000-
- Professor Visitante de Gerenciamento de Informações, Napier University, Edimburgo, 1999-2000
- Doutor em Letras (Honoris Causa), Queen Margaret University College, Edimburgo, 1997
- Membro da Royal Society of Arts, 1998
- Bolsista, Instituto de Administração, 1989
- Bolsista, Instituto de Cientistas da Informação, 1988
- Bolsista, Associação de Bibliotecas, 1984

## Publicações
Blaise Cronin publicou mais de 300 documentos, incluindo monografias, artigos científicos, artigos de opinião, artigos de conferências. Entre suas publicações estão:
- 1984: The citation process. The role and significance of citations in scientific communication. Londres: Taylor Graham,
- 1988: Post-professionalism: transforming the information heartland. Londres: Taylor Graham (com Elizabeth Davenport).
- 1991: Elements of information management. Metuchen, NJ: Scarecrow Press (com Elizabeth Davenport).
- 1995: The scholar's courtesy: The role of acknowledgement in the primary communication process. Londres: Taylor Graham.
- 2000: The web of knowledge: A Festschrift in honor of Eugene Garfield. Medford, NJ: Information Today (com H.B. Atkins, Eds.)
- 2005: The Hand of Science: Academic Writing and its Rewards. Lanham, MD: Scarecrow Press.

Editou o Journal of the Association for Information Science and Technology e a Annual Review of Information Science and Technology.